# Нисикава, Эмили
Эмили Нисикава (англ. Emily Nishikawa; род. 26 июля 1989 года, Уайтхорс) — канадская лыжница, участница Олимпийских игр в Сочи. Специализируется в дистанционных гонках.
В Кубке мира Нисикава дебютировала 25 января 2008 года, всего стартовала в 11 личных гонках в рамках Кубка мира, но не поднималась в них выше 34-го места и кубковых очков не завоёвывала. Более регулярно и успешно выступает в Северо-Американском кубке, где дважды занимала второе место в общем итоговом зачёте, в сезонах 2010/11 и 2011/12.
На Олимпийских играх 2014 года в Сочи стартовала в трёх гонках: скиатлон — 42-е место, эстафета — 14-е место, масс-старт на 30 км — 47-е место.
За свою карьеру принимала участие в одном чемпионате мира, на чемпионате мира 2013 её лучшим результатом в личных гонках стали 57-е места в спринте и гонке на 10 км свободным стилем.